# Caldaro sulla Strada del Vino
Kaltern tiếng Ý: Caldaro sulla Strada del Vino; tiếng Đức: Kaltern an der Weinstraße; Archaic (800~900AD): Caldare; tiếng Latin: Caldarium) là một đô thị tại tỉnh Bolzano-Bozen, trong vùng Trentino-Alto Adige/Südtirol của Ý. Đô thị này có vị trí cách khoảng 40 km về phía bắc của thành phố Trento và khoảng 12 km về phía tây nam của thành phố Bolzano (de. Bozen). Tại thời điểm ngày 31 tháng 12 năm 2004, đô thị này có dân số 7.215 người và diện tích là 47.9 km².
Đô thị này nổi tiếng với hồ (Kalterersee hay Lago di Caldaro) và rượu vang (Kalterersee Auslese hay Lago di Caldaro scelto).
Đô thị Kaltern có các frazioni (các đơn vị cấp dưới, chủ yếu là các làng) Altenburg (Castelvecchio), Oberplanitzing (Pianizza di Sopra), Unterplanitzing (Pianizza di Sotto), St. Josef am See (San Giuseppe al Lago), San Antonio/Pozzo(St. Anton/Pfuss), St. Nikolaus (San Nicoló) và Mitterdorf (Villa di Mezzo).
Kaltern giáp các đô thị: Eppan (Appiano), Neumarkt (Egna), Tramin (Termeno), Vadena, Amblar, Cavareno, Ruffrè, và Sarnonico.